# Skeatia fuscinervis
Skeatia fuscinervis är en stekelart som först beskrevs av Cameron 1902.  Skeatia fuscinervis ingår i släktet Skeatia och familjen brokparasitsteklar. Inga underarter finns listade i Catalogue of Life.